# Lilla Ramsjön
Lilla Ramsjön är en sjö i Partille kommun i Västergötland och ingår i Göta älvs huvudavrinningsområde. Sjön är 9 meter djup, har en yta på 0,011 kvadratkilometer och är belägen 94 meter över havet.